# Діогу Алвес
Діогу Алвес (нар.1810, Самос — пом.19 лютого 1840, Лісабон) — португальський серійний вбивця. У період між 1836 та 1840 роками вбив близько сімдесят осіб. Всі злочини він скоїв у районі акведука Агуаш-Лівреш, отримавши таким чином прізвисько «Вбивця з акведука». Засуджений до страти і повішений. Голова вбивці була відокремлена від тіла і поміщена в колбу, щоб зберегти її для наукових цілей, і зараз є туристичною пам'яткою.

## Біографія
Народився в Галісії (Іспанія) у селянській родині. Алвес у підлітковому віці впав з коня і вдарився головою, отримавши за це прізвисько Панкада (порт. удар). У віці дев'ятнадцяти років батьки відправили його на заробітки до Лісабону. Змінивши кілька професій і переставши писати батькам, він став пити і грати в азартні ігри, познайомився з шинкаркою Марією Гертрудес. Вважається, що цей зв'язок і підштовхнув Алвеса до вбивств. Почавши вчиняти злочини, Діого отримав друге прізвисько — «Вбивця з Акведука». Він грабував бідних перехожих, а потім скидав їх із висоти 60 метрів, щоб одночасно уникнути впізнання та видати жертв за самогубців, що спочатку йому вдавалося.
Вбивства на акведуці залишилися не доведеними, але суд присяжних засудив Алвеса та його банду за інші епізоди, зокрема, вони вбили чотирьох людей — членів родини лікаря, в будинку на одній із вулиць міста. Марія теж входила в банду, а її одинадцятирічна дочка дала свідчення проти неї. Марія в результаті була відправлена до довічного заслання в африканські колонії.
Алвес став передостаннім (часто помилково стверджується, що все ж останнім) повішеним злочинцем у Португалії. Його дії на той час зацікавили вчених з Медико-хірургічної школи Лісабона. Після його повішення, намагаючись вивчити його мозок, голова Алвеса була відрізана і вивчена. Досі голова зберігається в анатомічному театрі медичного факультету Лісабонського університету, у скляній посудині в розчині формальдегіду, який назавжди увічнив його обличчя як спокійну врівноважену людину, якою вона не була. Про нього написано кілька книг та знято фільми.